# جرج توتونجیان
جرج "گئورگ" توتونجیان (ارمنی: Ճորճ (Գեւորգ) Թութունճեան؛ زادهٔ حدود ۱۹۳۰ – درگذشته ۷ نوامبر ۲۰۰۶) خواننده ارمنی‌تبار اهل کانادا و متولد حلب سوریه بود. توتونجیان خواننده ترانه‌های وطن‌پرست و انقلابی ارمنی و طرفدار فدراسیون انقلابی ارامنه (ARF) بوده‌است. کمیته مرکزی فدراسیون انقلابی ارامنه در منطقه غرب آرژانتین به او مدال افتخار به خاطر نقش اش در اشاعه فرهنگ و آهنگ‌های ارمنی اهدا کرد.